# Jim Laugesen
Jim Laugesen (* 10. November 1974 in Gentofte) ist ein ehemaliger dänischer Badmintonspieler. 

## Karriere
Jim Laugesen nahm 2000 an Olympia teil. Er startete dabei im Herrendoppel mit Michael Søgaard und wurde 9. Bei der Europameisterschaft 1994 gewann er Bronze mit Henrik Svarrer im Doppel, bei der Weltmeisterschaft 2001 reichte es dagegen nur zu Platz 5.

## Sportliche Erfolge
| Saison    | Veranstaltung                                    | Disziplin    | Platz | Name                                                      |
| --------- | ------------------------------------------------ | ------------ | ----- | --------------------------------------------------------- |
| 1986/1987 | Dänemark: Einzelmeisterschaften der Junioren U13 | Mixed        | 1     | Jim Laugesen, Grantoften / Susanne Olsen, Farum           |
| 1988/1989 | Dänemark: Einzelmeisterschaften der Junioren U15 | Herrendoppel | 1     | Janek Roos, Ringsted / Jim Laugesen, Grantoften           |
| 1988/1989 | Dänemark: Einzelmeisterschaften der Junioren U15 | Herreneinzel | 1     | Jim Laugesen, Grantoften                                  |
| 1988/1989 | Dänemark: Einzelmeisterschaften der Junioren U15 | Mixed        | 1     | Jim Laugesen, Grantoften / Susanne Olsen, Lillerød        |
| 1989/1990 | Dänemark: Einzelmeisterschaften der Junioren U17 | Herrendoppel | 1     | Janek Roos, Ringsted / Jim Laugesen, Grantoften           |
| 1989/1990 | Dänemark: Einzelmeisterschaften der Junioren U17 | Herreneinzel | 1     | Jim Laugesen, Grantoften                                  |
| 1990/1991 | Dänemark: Einzelmeisterschaften der Junioren U17 | Herrendoppel | 1     | Janek Roos, Ringsted / Jim Laugesen, Gentofte             |
| 1990/1991 | Dänemark: Einzelmeisterschaften der Junioren U17 | Herreneinzel | 1     | Jim Laugesen, Gentofte                                    |
| 1991      | Junioren-Europameisterschaft                     | Herrendoppel | 3     | Jim Laugesen / Thomas Damgaard                            |
| 1991/1992 | Dänemark: Einzelmeisterschaften der Junioren U19 | Herrendoppel | 1     | Jim Laugesen, Gentofte / Janek Roos, Ringsted             |
| 1992      | Weltmeisterschaften der Junioren                 | Mixed        | 1     | Jim Laugesen / Rikke Olsen                                |
| 1992      | Nordische Juniorenmeisterschaften                | Herrendoppel | 1     | Thomas Damgaard / Jim Laugesen                            |
| 1992/1993 | Dänemark: Einzelmeisterschaften der Junioren U19 | Herreneinzel | 1     | Jim Laugesen, Gentofte                                    |
| 1992/1993 | Dänemark: Einzelmeisterschaften der Junioren U19 | Herrendoppel | 1     | Jim Laugesen, Gentofte / Janek Roos, Ringsted             |
| 1993      | Junioren-Europameisterschaft                     | Herrendoppel | 1     | Jim Laugesen / Janek Roos                                 |
| 1993      | Dutch Juniors                                    | Herrendoppel | 1     | Jim Laugesen / Janek Roos                                 |
| 1993      | Czech International                              | Herreneinzel | 1     | Jim Laugesen                                              |
| 1993      | Junioren-Europameisterschaft                     | Herreneinzel | 1     | Jim Laugesen                                              |
| 1994      | Europameisterschaft                              | Herrendoppel | 3     | Henrik Svarrer / Jim Laugesen                             |
| 1995      | Irish Open                                       | Herrendoppel | 1     | Jim Laugesen / Thomas Stavngaard                          |
| 1995      | Norwegian International                          | Herrendoppel | 1     | Jim Laugesen / Thomas Stavngaard                          |
| 1996      | Scottish Open                                    | Herrendoppel | 1     | Jim Laugesen / Thomas Stavngaard                          |
| 1996      | Denmark Open                                     | Herrendoppel | 1     | Thomas Stavngaard / Jim Laugesen                          |
| 1999      | Indonesian Open                                  | Herrendoppel | 3     | Michael Sogaard / Jim Laugesen                            |
| 1999/2000 | Dänemark: Internationale Meisterschaften         | Herrendoppel | 2     | Jim Laugesen / Michael Sogaard                            |
| 1999/2000 | Dänemark: Einzelmeisterschaften                  | Herrendoppel | 1     | Jim Laugesen, Gentofte / Michael Søgaard, Kastrup Magleby |
| 2000      | German Open                                      | Herrendoppel | 1     | Michael Søgaard / Jim Laugesen                            |
| 2001      | German Open                                      | Herrendoppel | 1     | Michael Søgaard / Jim Laugesen                            |
| 2001      | Weltmeisterschaft                                | Herrendoppel | 5     | Michael Søgaard / Jim Laugesen                            |
| 2001      | Swiss Open                                       | Herrendoppel | 1     | Michael Søgaard / Jim Laugesen                            |
| 2002      | Indonesian Open                                  | Herrendoppel | 5     | Jim Laugesen / Jesper Larsen                              |
| 2002/2003 | Dänemark: Einzelmeisterschaften                  | Herrendoppel | 1     | Jim Laugesen, Gentofte / Michael Søgaard, KMB             |
| 2003      | Portugal International                           | Herrendoppel | 1     | Jim Laugesen / Michael Søgaard                            |

## Schmetterball
Jim Laugesen ist auch bekannt für seinen harten Smash. Bei den oben genannten Swiss Open 2001 wurde eine Initialgeschwindigkeit von 364 km/h beim Schmetterball gemessen.